# Icupima levipennis
Icupima levipennis là một loài bọ cánh cứng trong họ Cerambycidae.